# Honda Shadow Slasher 400
La Shadow Slasher 400 è una motocicletta custom prodotta dalla casa motociclistica giapponese Honda che venne presentata al salone di Tokyo del 2000 e entrò in produzione a partire dal 2001 ma solo per il mercato interno giapponese e quello statunitense.

## Il contesto
Il suo successo sul mercato è spiegabile, oltre che con la linea e con le qualità ciclistiche, dal fatto che la casa produttrice abbia voluto portare nuovamente alla ribalta questi valori che hanno reso famosa la Honda CB 350 Four negli anni settanta: media cilindrata (398 cm³), potenza relativamente elevata (33cv a 7.500giri/min), peso ridotto, coppia elevata e pronta e ottimo rapporto peso potenza, tutte caratteristiche adatte anche a motociclisti non particolarmente esperti. Oltre a ciò si aggiunge il prezzo di acquisto abbastanza ridotto.
Il motore è un bicilindrico a V 4 tempi, raffreddato a liquido, che sviluppa una potenza di 33Hp a 7.500giri/min e una coppia di 35Nm a 5500giri/min. Era stata prevista l'importazione in Europa a partire dal 2006 ma, con l'entrata in vigore delle norme Euro 3, la Honda ha preferito non esportarla per ragioni di costo-beneficio (per rispettare le norme anti-inquinamento previste dall'euro3, i carburatori sarebbero dovuti essere sostituiti dagli iniettori e ciò avrebbe comportato un aumento consistente delle spese di produzione della moto).
Vista la tipologia di moto non è presente alcun tipo di protezione aerodinamica, l'impianto frenante è composto da un freno a disco singolo sulla ruota anteriore e da un freno a tamburo su quella posteriore; la forcella anteriore presenta una certa inclinazione in avanti, tipica delle moto custom, e anche al posteriore e è presente una classica coppia di ammortizzatori.